# Monarchia costituzionale
     Repubblica parlamentare
     Repubblica presidenziale
     Sistemi dove l'esecutivo viene eletto dal parlamento, ma non dipende da esso (Repubblica direttoriale oppure Repubblica presidenziale mista)
     Repubblica semipresidenziale
     Monarchia parlamentare
     Monarchia costituzionale
     Monarchia assoluta
     Repubbliche monopartitiche
     Situazione politica frammentata o incerta
     Paesi in cui sono state sospese le disposizioni costituzionali riguardanti l'esecutivo

Repubblica parlamentare
Repubblica presidenziale
Sistemi dove l'esecutivo viene eletto dal parlamento, ma non dipende da esso (Repubblica direttoriale oppure Repubblica presidenziale mista)
Repubblica semipresidenziale
Monarchia parlamentare
Monarchia costituzionale
Monarchia assoluta
Repubbliche monopartitiche
Situazione politica frammentata o incerta
Paesi in cui sono state sospese le disposizioni costituzionali riguardanti l'esecutivo

In arancione gli stati con sistema monarchico costituzionale

La monarchia costituzionale è una forma di monarchia nella quale il sovrano regna, ma ha poteri limitati e stabiliti da una costituzione, che sono tuttavia più vasti di quelli di cui godrebbe in un sistema parlamentare. Il Re è quindi capo dello stato ed è inoltre capo del governo, la cui gestione è affidata però ad un Primo Ministro scelto dal Re stesso. Il Re può inoltre esercitare il potere legislativo, anche se tipicamente lo esercita assieme ad un'assemblea legislativa come un Parlamento (vedasi ad esempio il Regno d'Italia e l'Impero tedesco).

## Descrizione
Nella monarchia costituzionale  a capo dello Stato c'è un sovrano che esercita i poteri secondo uno Statuto costituzionale concesso dal monarca, o una Costituzione approvata dal parlamento o da un'assemblea costituente. In quest'ultimo caso si parla più precisamente di monarchia parlamentare.
Al sovrano spettano poteri rappresentativi e quelli di nomina di altre cariche, come quelle della magistratura. Il monarca concorre alla prassi legislativa attraverso il potere di nomina dei membri di una delle due Camere del Parlamento – si tratta della Camera alta che ha, tuttavia, in genere poteri più ristretti, rispetto a quella eletta dal popolo; inoltre, a seconda delle costituzioni, il monarca può conservare un potere di veto, parziale o assoluto, all'atto della promulgazione delle leggi; oggi, per esempio, senza la firma del Granduca, nessuna legge può entrare in vigore nel Lussemburgo: egli dispone di un diritto di veto assoluto, sebbene il Granducato si configuri più come una monarchia parlamentare che costituzionale.
Il potere giudiziario, infine, viene amministrato da un corpo di funzionari a ciò preposti, i giudici, la cui indipendenza è garantita dal sovrano; essi amministrano la giustizia in suo nome. In questa formula, come si vede, il capo del governo non è che un fiduciario del sovrano; pertanto, l'eventuale voto di sfiducia da parte del Parlamento non può determinarne la caduta.
La naturale evoluzione della monarchia costituzionale è la monarchia parlamentare, in cui la figura del re funge da garante della costituzione e dell'unità nazionale - come ad esempio in Spagna e in Gran Bretagna - rendendosi assimilabile alla figura del presidente di una Repubblica parlamentare; non ha più il potere esecutivo, in quanto la nomina del primo ministro è affidata soltanto formalmente al monarca, mentre di fatto egli è indicato dalle forze politiche di maggioranza presenti nel parlamento, al quale spetta dare la fiducia al governo.

### Storia
La monarchia costituzionale ha avuto origine in Inghilterra in seguito alla Gloriosa rivoluzione e al Bill of Rights del 1688-1689 che insediò sul trono  Guglielmo III d'Inghilterra e Maria II d'Inghilterra come co-regnanti. Successivamente si è trasformata in una monarchia parlamentare caratterizzata dal sistema Westminster.
Nel Regno d'Inghilterra, la Gloriosa Rivoluzione del 1688 favorì la monarchia costituzionale, limitata da leggi come il Bill of Rights del 1689 e l'Act of Settlement del 1701, sebbene la prima forma di costituzione fu promulgata con la Magna Carta del 1215. Nello stesso periodo, in Scozia, la Convention of Estates promulgò il Claim of Right Act del 1689, che pose limiti simili alla monarchia scozzese.
La regina Anna fu l'ultima monarca a porre il veto a un atto del Parlamento quando, l'11 marzo 1708, bloccò il disegno di legge sulla milizia scozzese. Tuttavia, i monarchi di Hannover continuarono a dettare selettivamente le politiche del governo. Ad esempio, re Giorgio III bloccò costantemente l'emancipazione cattolica, precipitando infine le dimissioni di William Pitt il Giovane da primo ministro nel 1801. L'influenza del sovrano sulla scelta del primo ministro diminuì gradualmente in questo periodo. Re Guglielmo IV fu l'ultimo monarca a licenziare un primo ministro, quando nel 1834 rimosse Lord Melbourne a seguito della scelta di Melbourne di Lord John Russell come leader della Camera dei Comuni. La regina Vittoria fu l'ultima monarca a esercitare un vero potere personale, ma questo diminuì nel corso del suo regno. Nel 1839, divenne l'ultima sovrana a mantenere un primo ministro al potere contro la volontà del Parlamento quando la Bedchamber Crisis portò al mantenimento dell'amministrazione di Lord Melbourne. Alla fine del suo regno, tuttavia, non poté fare nulla per bloccare gli inaccettabili (per lei) primi ministeri di William Gladstone, sebbene esercitasse ancora il potere nelle nomine al Gabinetto. Ad esempio, nel 1886 pose il veto alla scelta di Gladstone di Hugh Childers come Segretario alla Guerra in favore di Sir Henry Campbell-Bannerman.
Oggi, il ruolo del monarca britannico è per convenzione effettivamente cerimoniale. Il Parlamento britannico e il Governo – principalmente nella carica di primo ministro del Regno Unito – esercitano i loro poteri sotto la "prerogativa reale (o della Corona)": per conto del monarca e attraverso poteri ancora formalmente posseduti dal monarca. 
Nessuna persona può accettare una carica pubblica significativa senza giurare fedeltà al re. Salvo poche eccezioni, il monarca è vincolato dalla convenzione costituzionale ad agire secondo il consiglio del governo.

### In Italia
In Italia la prima Carta Costituzionale si ebbe nel 1812 nel Regno di Sicilia quando venne promulgato il primo Statuto a Palermo. Poi nel Regno delle Due Sicilie nel 1820 e nel 1848 (l'anno della Primavera dei popoli) fu concessa una Costituzione, tuttavia ritirata e promulgata più volte, non agendo mai completamente e rimanendo più teorica che pratica.
Sempre nel Regno di Sicilia, nel luglio del 1848, venne emanato un nuovo Statuto costituzionale non ottriato, in quanto approvato e promulgato dal Parlamento siciliano. 
Nel 1848, sotto la spinta dei moti, anche Leopoldo II di Toscana, Papa Pio IX e Carlo Alberto di Savoia dovettero concedere uno statuto costituzionale. L'unica tra queste che rimase in vigore anche dopo il 1848 fu quella del Regno di Sardegna che prese il nome di Statuto Albertino.
Lo stesso "Statuto" fu poi di fatto la prima costituzione del Regno d'Italia dal 1861 fino al 1946, anno nel quale l'Italia divenne una repubblica. La natura flessibile dello Statuto rese possibile la trasformazione della monarchia costituzionale italiana in una monarchia parlamentare ma anche, in seguito, la formazione dello Stato fascista.

## Stati
- Bahrein
- Bhutan
- Giordania
- Kuwait (emirato)
- Liechtenstein (principato)
- Marocco
- Monaco (principato)
- Qatar (emirato)
- Tonga